# Florí de les Antilles Neerlandeses
El florí de les Antilles Neerlandeses (en neerlandès Antilliaanse gulden o, simplement, gulden; en papiamento florin) era la moneda de les Antilles Neerlandeses i, actualment, és la unitat monetària de dues de les cinc illes que en formaven part: Curaçao i Sint Maarten. El codi ISO 4217 és ANG i normalment s'abreuja NAƒ. Se subdivideix en 100 cèntims o centen (en singular cent).
A les illes BES (Bonaire, Sint Eustatius i Saba) va ser substituït pel dòlar dels Estats Units l'1 de gener del 2011. A Curaçao i a Sint Maarten està previst que sigui substituït pel florí caribeny l'any 2013.
Es va introduir el 1940, en substitució del florí neerlandès, que hi estava en vigor des del 1828. L'illa d'Aruba, quan es va separar de les Antilles Neerlandeses, va adoptar la seva pròpia moneda, el florí d'Aruba, el 1986.
Emès pel Banc de les Antilles Neerlandeses (Bank van de Nederlandse Antillen), en circulen monedes d'1, 5, 10, 25 i 50 cèntims i d'1, 2½ i 5 florins, i bitllets de 5, 10, 25, 50, 100 i 250 florins. El bitllet de 5 florins va essent substituït progressivament per la moneda del mateix valor, i el de 250 no és gaire utilitzat i ja no s'emet.

## Taxes de canvi
L'any 1940, a causa de l'ocupació alemanya dels Països Baixos durant la Segona Guerra Mundial, es va trencar el vincle amb la moneda neerlandesa i es va establir un canvi fix amb el dòlar d'EUA d'1,88585 florins per dòlar. El canvi es va ajustar a 1,79 florins per dòlar l'any 1971.
- 1 USD = 1,79 ANG (taxa fixa des del 1991)
- 1 EUR = 2,31 ANG (11 de gener del 2011)